# Elysius ruffin
Elysius ruffin là một loài bướm đêm thuộc phân họ Arctiinae, họ Erebidae.